# Stizolestes aureomaculatus
Stizolestes aureomaculatus är en tvåvingeart som först beskrevs av Stanley Willard Bromley 1932.  Stizolestes aureomaculatus ingår i släktet Stizolestes och familjen rovflugor. Inga underarter finns listade i Catalogue of Life.